# Hot Country Songs

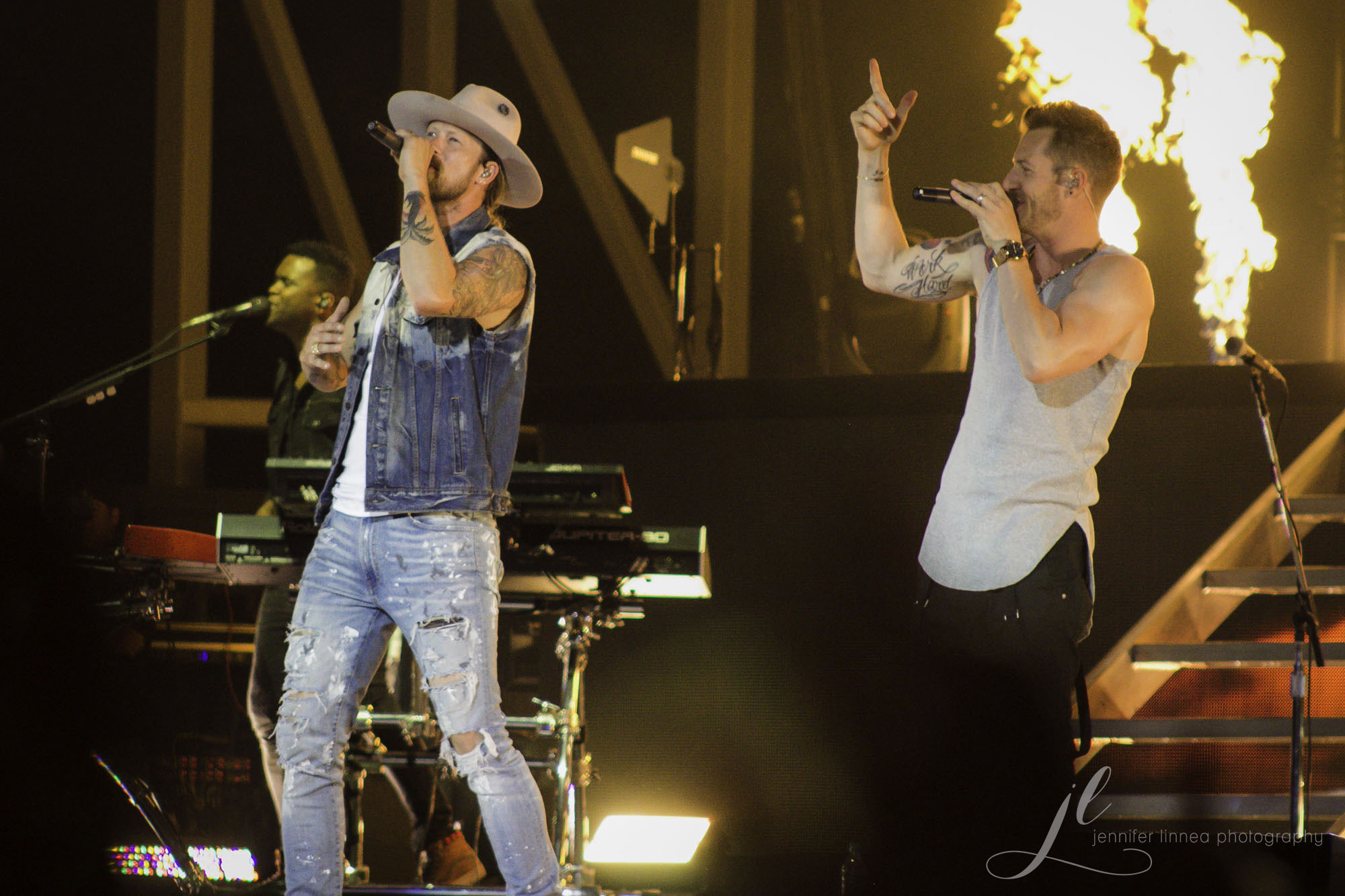
Florida Georgia Line se presenta en Cheyenne Frontier Days el 20 de julio de 2018 en Cheyenne, Wyoming.

Hot Country Songs es una lista publicada semanalmente por la revista Billboard en Estados Unidos.
Es un listado que recoge las 60 canciones country más populares, calculadas por el número de veces que se emiten en antena. En la actualidad, la lista no tiene en cuenta las descargas digitales en el cómputo de las posiciones, a pesar de la gran extensión de los sencillos digitales.
George Strait tiene 44 éxitos de número 1, más que cualquier otro músico.

## Historia
Billboard comenzó a compilar la popularidad de las canciones country en su edición del 8 de enero de 1944. Solo se tabularon las selecciones de jukebox más populares del género, con la lista titulada "Most Played Juke Box Folk Records" (Los discos folclóricos más reproducidos en la jukebox).
Durante aproximadamente diez años, desde 1948 hasta 1958, Billboard utilizó tres listas para medir la popularidad de una canción. Además de la lista de jukebox, estas listas incluyeron:
La lista de "mejores vendedores" – iniciada el 15 de mayo de 1948, como "Best Selling Retail Folk Records" (Los discos folclóricos más vendidos al por menor).
Una lista de reproducciones en radio – iniciada el 10 de diciembre de 1949, como "Country & Western Records Most Played By Folk Disk Jockeys" (Discos de Country & Western más reproducidos por los DJs de música folclórica).
La lista de jukebox se descontinuó en junio de 1957. A partir de la edición del 20 de octubre de 1958, Billboard comenzó a combinar las ventas y las reproducciones en radio para determinar la popularidad general de una canción, contándolas en una sola lista llamada "Hot C&W Sides". La lista se publicó bajo el título Hot C&W Sides hasta la edición del 27 de octubre de 1962, y "Hot Country Singles" a partir de entonces, título que mantuvo hasta 1990.
El 20 de enero de 1990, la lista Hot Country Singles se redujo de 100 a 75 posiciones y comenzó a compilarse completamente a partir de información proporcionada por Nielsen Broadcast Data Systems, un sistema que monitorea electrónicamente la reproducción en radio de las canciones. Cuatro semanas después, el 17 de febrero, la lista cambió de nombre a "Hot Country Singles & Tracks". A partir de la edición del 13 de enero de 2001, la lista se redujo de 75 a 60 posiciones, y todas las canciones en la lista en ese momento tuvieron su recuento de semanas en la lista ajustadas para contar solo las semanas pasadas en el N.º 60 o superior. A partir del 30 de abril de 2005, la lista cambió de nombre a "Hot Country Songs".
A partir de 1990, los rankings se determinaron mediante la audiencia de oyentes contabilizada por Arbitron para cada reproducción que recibía una canción. La metodología cambió para la primera lista publicada en 1992 para contar la cantidad de reproducciones que recibía una canción, pero en enero de 2005, la metodología volvió al formato de audiencia. Este cambio se debió a "programas de reproducciones patrocinados por etiquetas" que habían manipulado la lista varias veces en 2004.
La metodología de la lista Hot Country Songs cambió a partir de la edición del 20 de octubre de 2012, para coincidir con la Billboard Hot 100: las descargas digitales y los datos de streaming se combinan con la reproducción en todas los formatos de radio para determinar la posición. Se creó una nueva lista, la lista Country Airplay, utilizando exclusivamente la reproducción en estaciones de radio country. Tras el cambio, las canciones que recibían reproducción en la radio pop top-40 recibieron una gran ventaja sobre las canciones populares solo en la radio country, y como consecuencia no intencionada, tales canciones comenzaron a tener períodos récord en la cima de la lista. La primera canción en beneficiarse de este cambio fue "We Are Never Ever Getting Back Together" de Taylor Swift, que había estado disminuyendo en popularidad pero subió al número uno en la lista la primera semana que el cambio entró en efecto y se mantuvo allí hasta que estableció un récord de todos los tiempos para la mayoría de las semanas en el N.º 1 por una solista femenina. Esto fue seguido casi inmediatamente por "Cruise" de Florida Georgia Line, que tuvo la estancia más larga en el número uno de cualquier canción en la historia de la lista country (24 semanas), hasta que fue superada por "Body Like a Back Road" de Sam Hunt en 2017 (34 semanas). El récord fue posteriormente roto por "Meant to Be" de Bebe Rexha y Florida Georgia Line en 2018 (50 semanas).
Billboard no ha definido explícitamente cómo determina qué canciones califican para la lista country y cuáles no, solo que "se determinan algunos factores (...) en primer lugar y ante todo es la composición musical" y que una canción debe "abrazar suficientes elementos de la música country de hoy" para calificar. La lista de 1990-2012 no tenía tal ambigüedad, siendo medida objetivamente por la reproducción en estaciones de country específicamente identificadas solo. Una declaración posterior de Billboard elaboró sobre lo que esos "pocos factores" implicaban: "notablemente la composición musical de la canción, pero también cómo se comercializa y promociona la canción, la historia musical del artista, la reproducción que recibe la canción y cómo se posiciona la canción en los servicios de streaming". El récord de rap country de 2019 "Old Town Road" de Lil Nas X fue objeto de controversia sobre este estándar ambiguo después de que inicialmente apareciera en la lista country, donde debutó y alcanzó su punto máximo en el número 19, antes de que Billboard retirara la canción de las listas subsiguientes, alegando que había cometido un error al incluirla. La canción ganó popularidad a través de memes virales en lugar de la radio, ya que solo una estación de country, Radio Disney Country, la había reproducido en el momento de la clasificación.